# Loveresse
Loveresse is een gemeente en plaats in het Zwitserse kanton Bern, en maakt deel uit van het district Jura bernois.
Loveresse telt 321 inwoners.